# Hipema
Un  hipema es la presencia de sangre en la cámara anterior del ojo. Produce una disminución súbita de la visión. En general resuelve en algunos días (3 a 5) pudiendo recidivar. Suele provocar aumento de la tensión ocular.
Se puede calmar con antifibrinolíticos e hipotensores oculares, de no revertir, el tratamiento es quirúrgico.

## Sinónimos
- Hifema (menos correcto).

## Causas
La causa más frecuente de hipema es una contusión del ojo producida por un traumatismo directo, por ejemplo el impacto de una pelota de béisbol o un puñetazo sobre el ojo. También puede ocurrir por una intervención quirúrgica sobre el globo ocular, por ejemplo tras operar una catarata. 
Si no existe traumatismo previo, es preciso investigar otras causas, como la existencia de neovascularización sobre el iris o rubeosis iridis, la presencia de una lente intraocular que provoque el síndrome de rozadura del iris por lente intraocular u otras circunstancias más raras, como alteraciones en la coagulación de la sangre, iritis por herpes zóster o tumores oculares como el retinoblastoma.

## Consecuencias
Las consecuencias del hipema dependen de la extensión de la hemorragia y su evolución. Inicialmente puede existir pérdida de visión, dolor y fotofobia. Más adelante los síntomas pueden ir desapareciendo a medida que la hemorragia se reabsorbe por sí misma, pero a veces aparecen complicaciones en las hemorragias extensas, como crisis de glaucoma por bloqueo en la reabsorción del humor acuoso, recidiva de la hemorragia y tinción de la córnea por la sangre, lo cual hace que esta se opacifique y no permita el paso de la luz.

## Diagnóstico diferencial
- Queratitis por virus del herpes simple.[3]
- Xantogranuloma juvenil
- Manifestaciones oftalmológicas de la enfermedad de células falciformes
- Glaucoma uveítico

## Tratamiento
Aunque la mayor parte de los hipemas se resuelven por sí mismos sin complicaciones, se recomienda limitar la actividad física, mantener la cabeza elevada, tratamientos tópicos para mantener la pupila dilatada y vigilancia de la presión intraocular para prevenir la aparición de glaucoma. Puede ser necesaria una intervención quirúrgica para evacuar la hemorragia.